# Cyphonia trifida
Cyphonia trifida är en insektsart som beskrevs av Fabricius. Cyphonia trifida ingår i släktet Cyphonia och familjen hornstritar. Inga underarter finns listade i Catalogue of Life.